# محمد التابعي
محمد التابعي محمد وهبة (مواليد 18 مايو 1896 في خليج الجميل، بورسعيد – توفي 24 ديسمبر 1976 في الدقيبمحافظة الجيزة  ) ويعد التابعي صحفي مصري و مؤسس نهضة الصحافة المصرية والعربية الحديثة، لقّب بأمير الصحافة ووصف بالعبقري الذي صاغ الكتابة كالهندسة المعمارية، أسس مجلة آخر ساعة. تزوج وهو في الستين السيدة هدى حسن القرني وكان فارق السن 28 عاما، وعُرفت بهدى التابعي ورزقا بمحمد وشريفة، وبعد حياة لامعة مفعمة بالعمل والجهد رحل عن عالمنا بارون الصحافة المصرية والعربية وأميرها المتوج.

## بدايته
بدأ محمد التابعي عام 1924 بكتابة مقالات فنية في جريدة الأهرام تحت توقيع حندس. كما كتب في بداياته في روز اليوسف بدون توقيع، فقد كان يعمل موظفا في البرلمان المصري، وكادت مقالاته السياسية أن تحدث أزمة سياسية بين الدستوريين والسعديين. استقال التابعي من وظيفته الحكومية وتفرغ للكتابة في روز اليوسف وكان ثمنها في ذلك الوقت خمسة مليمات مصرية، وتسببت مقالات التابعي السياسية القوية في زيادة توزيعها حتى أصبح ثمنها قرش صاغ.[بحاجة لمصدر]

## شهرته
أسس التابعي مجلة آخر ساعة الشهيرة عام 1934، وشارك في تأسيس جريدة المصري مع محمود أبو الفتح وكريم ثابت، كما كان محمد التابعي هو الصحفي المصري الوحيد الذي رافق العائلة الملكية في رحلتها الطويلة لأوروبا عام 1937،[بحاجة لمصدر] وكان شاهدا ومشاركا للعديد من الأحداث التاريخية آنذاك. كان له أسلوب ساخر، فقد أطلق أسماء هزلية على بعض الشخصيات السياسية المعروفة، وكان يكفي أن يشير التابعي في مقال إلى الاسم الهزلي ليتعرف القراء على الشخصية المقصودة.[بحاجة لمصدر] من عوامل التفوق في أستاذية التابعي خفة دمه، وذكاء بصيرته، وحبه للتفوق، وتقديره للمتفوقين، وكراهيته للزيف كان مقالاً واحدًا للتابعي كفيلاً بتغيير وزارات عتيدة من على كراسي السلطة، واستطاع أن يكون دائرة كبيرة من العلاقات التي تقوم على الصداقة مع كافة نجوم المجتمع من السياسيين ورجال الأدب والثقتافة والفكر والفنانين.   
تم تأليف العديد من الكتب عنه ومنها سيرته الذاتية في جزئين بقلم الكاتب الصحفي الراحل صبري أبو المجد، وكذلك من أوراق أمير الصحافة بقلم الكاتب الصحفي محمود صلاح، كما ألّف عنه حنفي المحلاوي كتاب غراميات عاشق بلاط صاحبة الجلالة، ويحكي عن أشهر غراميات التابعي في مصر وفي أوروبا.[بحاجة لمصدر]
قال عنه مصطفي أمين: «كانت مقالاته تهز الحكومات وتسقط الوزارات ولا يخاف ولا يتراجع، وكلما سقط على الأرض قام يحمل قلمه ويحارب بنفس القوة ونفس الإصرار.
روي الدكتور سمير سرحان أنه ذهب مع زميله الدكتور محمد عناني إلى الأستاذ محمد التابعي  بناء على توجيه من أستاذهما الدكتور رشاد رشدي ليُسجّلا عنه انطباعاته [الاحترافية] عن أسلوبه في الفن القصصي، ولشد ما كانت دهشتهما أن وجدا هذا الأديب العظيم يُصارحهما في بساطة شديدة بما معناه أنه ينظر إلى أيّة قصة قصيرة من التي ألّفها علة أنها سيجارة دخّنها وانتهي من تدخينها، وكأنه يقول لهما ما لم يدركا أبعاده، وإن فهماه حق الفهم: هل في وُسعكما أن تُؤصّلا مذهباً في تدخين كلّ سيجارة، إن استطعتما فبوُسعكما أن تتوقّعا أن يكون لي مذهب في القص.
على هذا النحو كان الأستاذ محمد التابعي  ينظر بتجرُّد ذكي إلى القص والسّرْد وكأنّه يقول إنه لا يفعلُ شيئاً أكثر من أن يتناول شيئاً حيّاً من الحياة فيُحيله (بتدخينه) له إلى شيء لم يعُد قابلاً لحياة أخري لأنه استهلكه حتى النهاية.. وهكذا فعل الأستاذ محمد التابعي في حياة صديقه أحمد حسنين باشا حيث صوّرها في صورة بديلة لكنّهُ لم يترك فيها لغيره من الأدباء والمؤرّخين شيئاً يُمكنُ لهم أن "يُدَخّنوه" أو "يكتُبوه". وأصبحت هذه القصة ببساطة شديدة هي قصة أحمد حسنين باشا وإن كانت من تأليف أو توصيف الأستاذ محمد التابعي. بقيت جملة واحدة في هذا المقام وهي أن هذا هو جوهرفن  العمارة وجوهر الهندسة المعمارية على حد سواء.
تتلمذ علي يديه العديد من الصحفيين، منهم توأم الصحافة مصطفى وعلى أمين، وكامل الشناوي، وأحمد رجب، وإحسان عبد القدوس وآخرهم كان هيكل، وترك مجموعة من الكتب منها: من أسرار الساسة والسياسة، بعض من عرفت، أسمهان تروي قصتها، ألوان من القصص، عندما نحب، لماذا قُتل؟، جريمة الموسم، رسائل وأسرار، حكايات من الشرق والغرب، 3 قصص في كتاب واحد، ختام القصة، ليلة نام فيها الشيطان، قصة القصة والمؤلف، أحببت قاتلة، صالة النجوم.

## في الإعلام
ظهرت شخصيته في عدة أعمال منها:
- مسلسل أسمهان
- مسلسل أم كلثوم
- مسلسل زينب والعرش
- مسلسل فلاح في بلاط صاحبة الجلالة
- مسلسل عبد الناصر
- فيلم الرجل الذي فقد ظله